# Ali ibn Abi Talib
 (avril 2014).
Si vous disposez d'ouvrages ou d'articles de référence ou si vous connaissez des sites web de qualité traitant du thème abordé ici, merci de compléter l'article en donnant les références utiles à sa vérifiabilité et en les liant à la section « Notes et références ».
Ali bin Abi Talib (vers 600-661) (en arabe : عَلِي إِبْن أَبِي طَالِب, ʿAlī ibn ʾAbī Ṭālib; en persan : علی پسر ابو طالب). Ali est le cousin germain du prophète de l'islam Mahomet et fils d'Abû Tâlib, oncle de Mahomet qui l'a élevé et protégé comme son propre fils après la mort de son père Abdullah en 570. Ali, quant à lui, est né vers 600, à La Mecque (actuelle Arabie saoudite), une dizaine d'années avant le début de la mission prophétique de Mahomet. Ali a été à la fois le protégé, le cousin, le disciple et le gendre de celui-ci puisqu'il a épousé Fatima Zahra, fille de Mahomet et de sa première épouse Khadija bint Khuwaylid.
Selon les chiites, Ali est né à l'intérieur de la Kaaba, à La Mecque, où il est resté avec sa mère pendant trois jours. Selon la tradition chiite, Mahomet est la première personne qui a vu Ali. Mahomet a pris le nouveau-né dans ses mains et l'a nommé Ali, qui signifie « celui qui est élevé ». Ali fait partie des Ahl al-bayt, la famille du Prophète, qui tient une place de haut rang dans l'islam.
Il a été le quatrième calife de l'islam sunnite (656-661). Les chiites le considèrent comme le premier imam, mais aussi calife légitime à la place d'Abou Bakr et l'ascendant du reste des imams. Il fut le père de Al-Hassan ibn Ali et de Al-Hussein ibn Ali.

## Biographie

### Naissance et enfance
La date exacte de la naissance d'Ali est inconnue. Elle est d'ailleurs un objet de controverse entre les différentes branches de l'islam car elle a des conséquences sur l'image du personnage. Plus sa date de naissance (autour de 600) est ancienne, plus il peut être considéré comme ayant adhéré volontairement et en toute connaissance de cause à la religion musulmane, ce qui augmente son mérite ; la conversion réfléchie d'un adolescent est en effet considérée comme plus méritoire que l'adhésion d'un enfant soumis à l'autorité du prophète (puisque vers l'âge de six ans, son père n'étant pas très aisé financièrement, il fut placé sous la protection du prophète Mahomet).
Dans la tradition chiite, Ali est la seule personne à être née à l'intérieur de la Kaaba.

### Du vivant du Prophète

#### De La Mecque à Médine
Faisant partie de la maison du prophète (ahl al bayt), il est resté en compagnie de Mahomet durant tout son ministère, y compris à Médine (actuelle Arabie saoudite). Il a participé aux mêmes guerres que Mahomet, excepté à la bataille de Tabouk car Mahomet l'avait nommé responsable de Médine en son absence : Ali ayant protesté après que des personnes eurent répandu la rumeur selon laquelle Mahomet ne voulait que se débarrasser de lui en le laissant à l'arrière, Mahomet lui a dit : « N'es-tu pas satisfait d'être envers moi ce que Aaron était pour Moïse, excepté qu'il n'y aura pas de prophète après moi ? ». Lors de la bataille de Uhud, Mahomet lui donna son sabre Dhû'l-fikar (Zulfikar) : 
«  Mahomet pensa qu'il ne le prendrait pas et qu'il ne pourrait pas le manier. Cependant Alî ayant pris le sabre et se jetant dans la lutte, le prophète le vit combattre avec fougue, frapper avec Dhû'l-fikar en avant, en arrière, à droite et à gauche. Un quraychite s'étant présenté devant lui, se couvrant de son bouclier, Alî le frappa de façon que le sabre pénétra à travers le bouclier et le casque, fendit la tête de cet homme et traversa son corps jusqu'à la poitrine. Le prophète, en voyant cet exploit, dit : Il n'y a pas de sabre comme Dhû'l-fikar, et il n'y a pas de héros comme Alî »

#### Ghadir Khumm

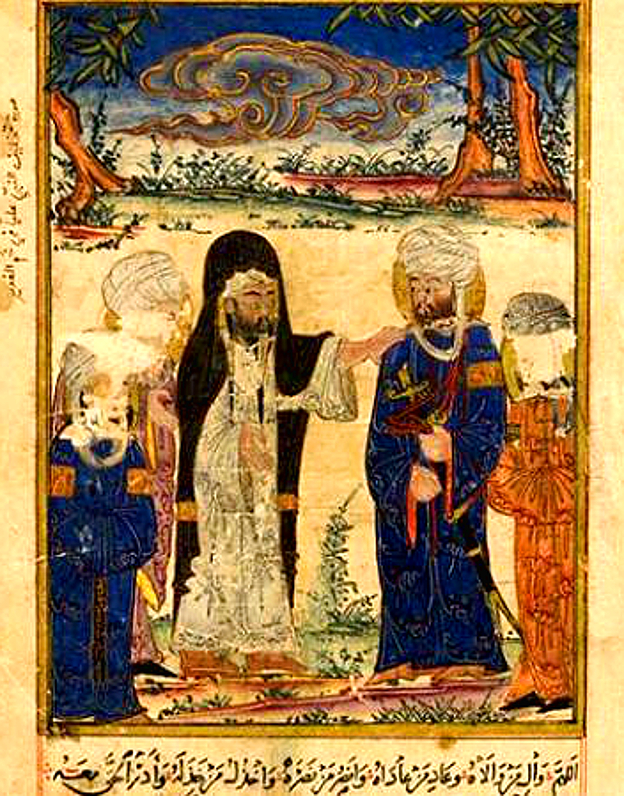
L'investiture d'Ali par Mahomet connue comme l'événement du Ghadir Khumm, illustration tirée d'un manuscrit (1307) de la « Chronologie des anciennes nations » (Kitāb al-āthār al-bāqiyah `an al-qurūn al-khāliyah) d'Al-Bīrūnī, conservé à la bibliothèque de l'université d'Édimbourg.

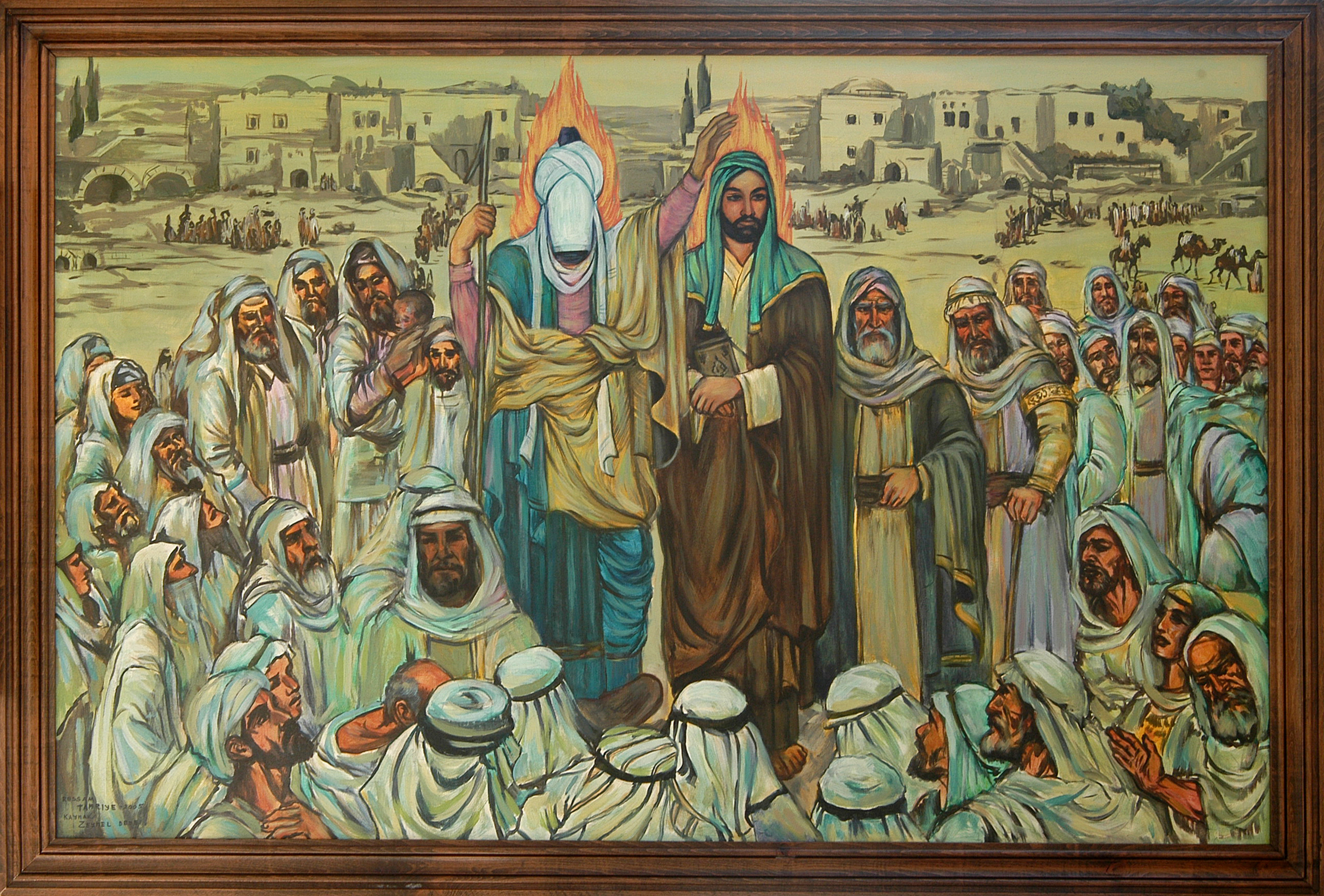
Autre vision (contemporaine) de l'événement du Ghadir Khumm : Mahomet de retour du hajj, désignant Ali comme le Mawla ou le Vali, terme polysémique, interprété comme « maître » par les musulmans chiites.

En revenant de son dernier pèlerinage en 632, Mahomet fait des déclarations à propos d'Ali qui sont interprétées très différemment par les sunnites et les chiites. Mahomet arrête la caravane à Ghadir Khumm et réunit les pèlerins de retour de la prière commune. Puis, selon l'Encyclopédie de l'Islam :
« Prenant Ali par la main, Mahomet demande à ses fidèles : « Ô gens ! N'ai-je pas plus de droit (awla) sur les croyants que ceux qu'ils ont sur eux-mêmes ? »  ; la foule a crié  : « Il est vrai, ô Messager d'Allah  ! » ; il a ensuite déclaré : « De celui dont je suis le mawla, de lui Ali l'est aussi (man Kuntu mawlāhu fa ʿ Alī-mawlāhu). ».
 »
Les chiites considèrent ces propos comme constituant la désignation d'Ali comme le successeur de Mahomet et le premier Imam en considérant que le contexte de « mawla » est ici l'autorité. Quant aux sunnites, ils interprètent ces déclarations comme l'expression d'une relation spirituelle étroite entre Mahomet et Ali, et de son souhait qu'Ali, comme son cousin et beau-fils, hérite à sa mort de ses responsabilités familiales ; mais pas nécessairement d'une appellation d'autorité politique. De nombreux soufis interprètent aussi l'épisode comme un transfert de pouvoir spirituel de Mahomet à Ali. Sur la base de ce hadith, les chiites disent qu'Ali a plus tard insisté pour que son autorité religieuse soit supérieure à celle d'Abou Bakr et Omar.

## Sous les quatre premiers califes
- Califat d'Abu Bakr : à la mort de Mahomet en 632, il se forma une réunion dans une Saqifah à Médine sans la présence de certains compagnons dont Ali, ce dernier étant resté pour veiller sur le corps de Mahomet avec Fatima. Ceux qui assistèrent à la Saqifah prirent Abu Bakr comme successeur.
- Califat d'Omar Ibn Khattâb : après la mort de Abou Bakr, Omar fut nommé calife en 634. Les chiites disent que le Prophète n'aurait jamais laissé sa communauté sans désigner un successeur et que dans le Coran Dieu exhorte chaque personne à faire son testament...
- Califat de Othmân ibn Affân : voir Othmân.
- Califat de Ali ibn abi talib.

## Califat
En 656, Ali accéda au pouvoir mais se heurta à des revendications pour appliquer la loi du Talion aux assassins de Othmân. Parmi les partisans de l'application de la loi du Talion sur les assassins de Othmân bin Affan, Aïcha la veuve de Mahomet, alliée à des compagnons de Mahomet, dont Talha et Al-Zubayr, qu'il vainquit près de Basra à la bataille du chameau (656).
Lors de la bataille de Siffin (Syrie, 657), il doit affronter le gouverneur de Damas, le fils d'Abu Sufyan, Mu‘âwîya membre de la famille de Othmân ibn Affân. Alors qu'il avait l'avantage, il accepte l'idée d'un arbitrage, mais celui-ci tourne en sa défaveur. Ali conserve néanmoins un certain pouvoir et se replie dans la ville de Koufa (Irak) dont il avait fait sa capitale.

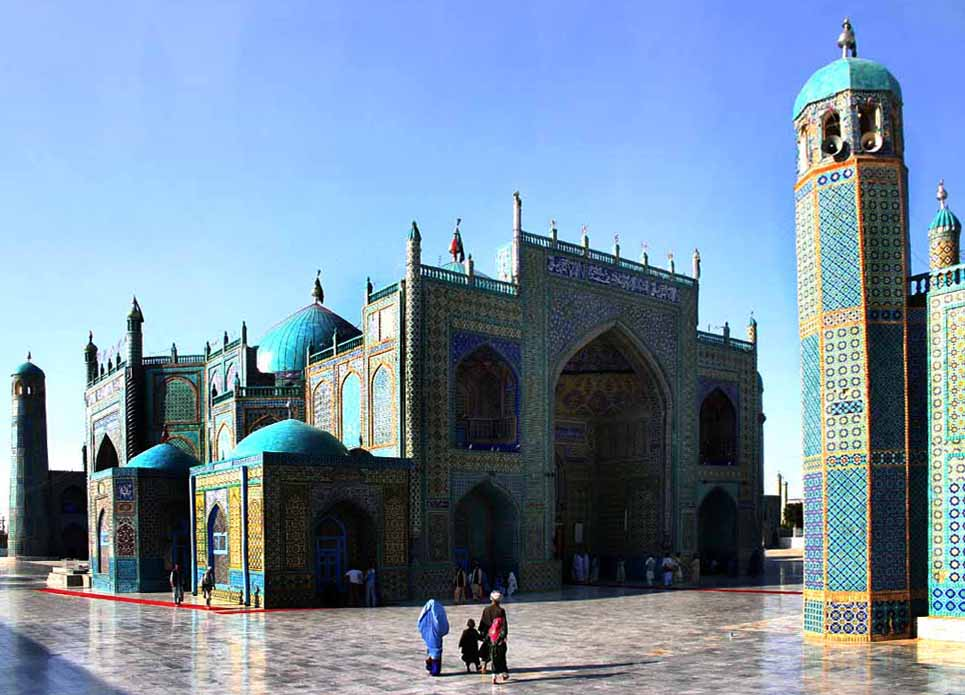
La Mosquée bleue de Mazar-i-Sharif

Parmi ses fidèles, certains lui reprochèrent d'avoir accepté de se soumettre à un arbitrage humain et quittèrent ses rangs : on les appellera les kharidjites (les sortants). Plus tard, ils entrèrent ouvertement en rébellion contre Alî qui les vainquit à la bataille de Nahrawân (Irak, 658). Décidés à venger leurs morts, les kharijites firent assassiner Ali alors qu'il se prosternait pendant la prière de Al-Fajr (prière du lever de soleil) par Abd-al-Rahman ibn Muljam. Ali est également décédé à environ 63 ans, comme le prophète et ses principaux compagnons. Son califat a duré quatre ans et neuf mois.
Ali reste cependant un personnage emblématique dans l'histoire musulmane, empreint d'un charisme incontestable. La plupart des chaînes de transmission dans la doctrine mystique et spirituelle soufie et les chaînes de transmissions chez les sunnites remontent à Ali. Cependant, les chiites le considèrent comme détenteur des secrets divins et de la signification ésotérique de l'islam, qui lui auraient été transmis par Mahomet.
Ali est également considéré comme le maître de la rhétorique arabe. Il est l'auteur de nombreuses citations, sermons et réflexions qui ont été recueillis dans divers livres tels que Nahj al Balagha (La voie de l'éloquence), surtout étudié par les chiites.

## La tombe d'Ali

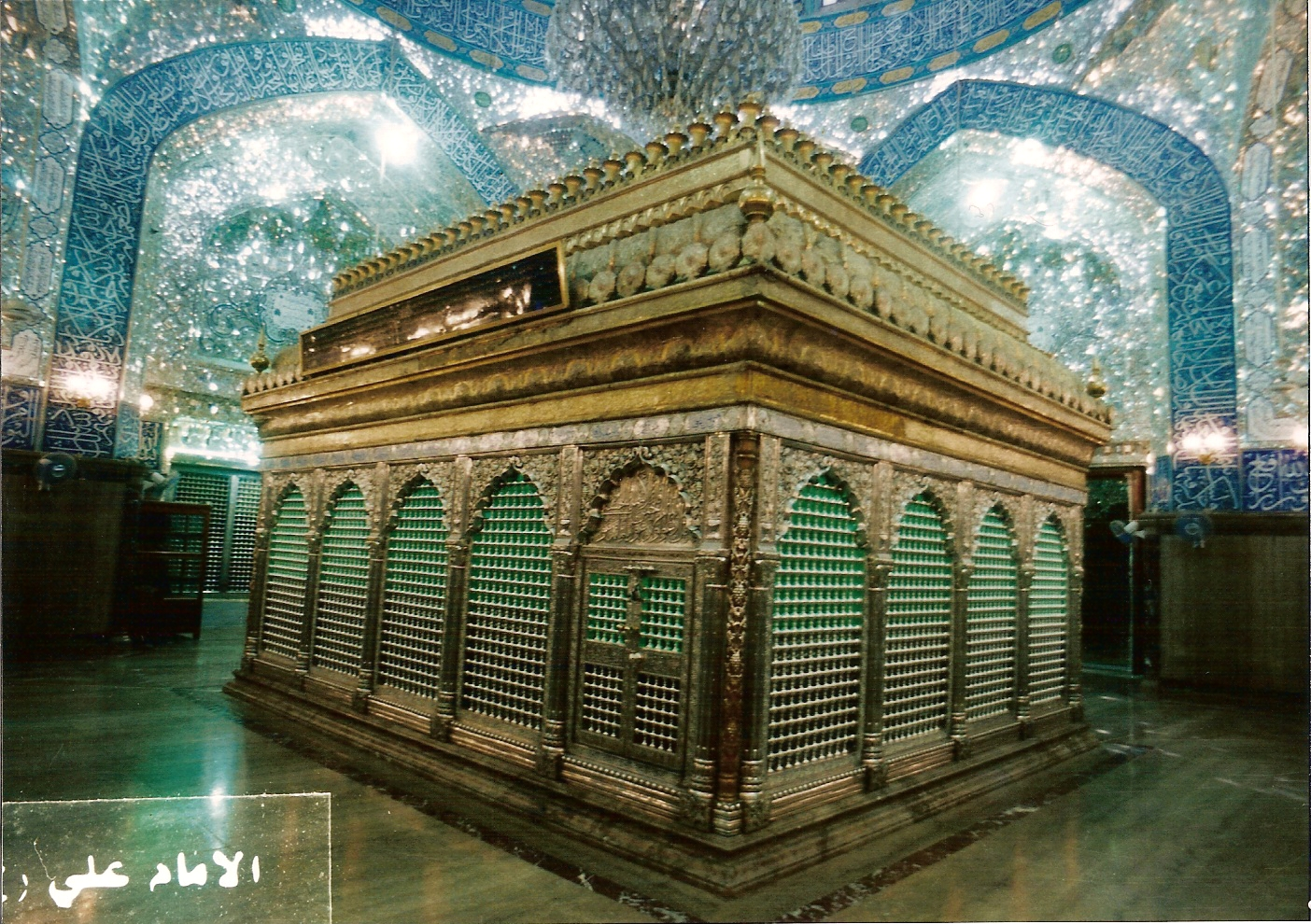
Le tombeau d'Ali, à l'intérieur du mausolée de Nadjaf.

Les légendes sur le choix du lieu de sépulture d'Ali et sur son emplacement actuel sont contradictoires. Selon une tradition afghane, il serait enterré dans la ville de Mazâr-e Charîf où son mausolée est visible sur l'esplanade de la Mosquée bleue. La majorité des chiites considèrent qu'il est enterré dans le mausolée de Nadjaf, dans l'actuel Irak, ville fortement endommagée par la guerre d'Irak de 2003.

## Ali vu par les autres

### Ali Ibn Abi Talib à travers les propos de Mahomet
Al-Tirmidhî rapporte un hadîth par lequel Mahomet proclame: « Seuls les croyants aiment Ali et seuls les hypocrites le détestent ». Dans un autre hadith rapporté par Alhakam Mahomet affirme : « celui qui obéit à Ali m’a obéi et celui qui désobéit à Ali me désobéit. »Ali était considéré comme l'un des meilleurs compagnons du Prophète, sa science en matière de religion était excellente, un hadith du prophète Mahomet affirme : « Je suis la ville de la connaissance et Ali est sa porte. » [réf. nécessaire]

## Les œuvres
La compilation des sermons, des conférences et des cours attribués à Ali sont compilés sous la forme de plusieurs livres.
- Nahj al-Balagha (Voie de l'éloquence) contient des sermons éloquents, des lettres et des citations attribués à Ali, compilées par Ash-Sharif ar-Radi (v. 1015). Cet ouvrage est sujet à controverse, les adeptes des chiismes tendant à le considérer authentique et les sunnites voyant que les chaînes de transmission de son contenu ne permettent pas de l'affirmer.
- Dustur Ma'alim al-Hikam du Qadi Abu Abdallah al-Quda'i al-Shafi'i. Ce livre est un recueil de sermons, de lettres, d’invocations et de sagesses de l’Imam ‘Ali ibn Abi Talib. Écrit dans un contexte où le pouvoir en Égypte était d’obédience chiite ismaélienne, l’œuvre se veut l’équivalent sunnite du Nahj al-Balagha[14].
- Supplications (Du'a), traduit par William Chittick[15].
- Ghurar al-Hikam wa Durar al-Kalim (Les aphorismes et des perles du discours exalté), compilé par Abd al-Wahid Amidi (vers 1116), se compose de plus de dix mille propos attribués à Ali[16].

## Filmographie
Le film La Dame du Paradis, sorti en 2021, met en scène Fatima Zahra, fille de Mahomet, et son mari Ali ibn Abi Talib. Il s'agit du premier film à donner un « visage » à Mahomet.